# أنطون بيلوف
أنطون بيلوف (بالروسية: Белов, Антон Алексеевич)‏ هو لاعب كرة قدم روسي، ولد في 2 مايو 1996 في ساراتوف في روسيا. لعب مع أنجي محج قلعة.

## وصلات خارجية
- أنطون بيلوف على موقع قاعدة بيانات كرة القدم.إي يو (الإنجليزية)
- أنطون بيلوف على موقع Soccerway.com (الإنجليزية)